# Olomouc
Olomouc (pronunciación en checo: /ˈolomou̯ʦ/; en alemán: Olmütz, pronunciado /ˈɔlmʏt͡s/; en polaco: Ołomuniec; en latín: Eburum u Olomucium) es una ciudad de Moravia, al este de la República Checa. La ciudad se encuentra en la llanura de Haná, donde confluye el río Bystřice con el Morava. Su población en 2010 era de 102 004 habitantes. Fue durante siglos el centro administrativo de Moravia, y en la actualidad es el segundo núcleo de población de la región de Moravia después de Brno. Atravesando sus distintos barrios históricos, se pueden observar una serie de plazas, todas ellas dotadas de fuentes, por lo que se la conoció antiguamente como la ciudad de las fuentes. En la ciudad se encuentra el palacio de los Premislidas. En 1990 se podían ver soldados soviéticos de la guarnición local, ya que su posición tiene importancia estratégica al estar situada a mitad de camino entre Viena y Cracovia. En 2000 su columna de la Santísima Trinidad fue inscrita en la Lista del Patrimonio de la Humanidad de la Unesco.

## Historia
Se dice que Olomouc ocupa el sitio de un fuerte romano fundado en el período imperial, cuyo nombre original, Iuliomontium (Monte Julius), se cambiaría gradualmente a la forma actual. Aunque este relato no está documentado excepto como historia oral, las excavaciones arqueológicas cercanas a la ciudad han revelado los restos de un campamento militar romano que data de la época de las Guerras Marcomanas de finales del siglo II.
Durante el siglo VI, los eslavos emigraron a la zona. Ya en el siglo VII, se desarrolló un centro de poder político en el actual barrio de Povel (en las tierras bajas, al sur del centro de la ciudad). Alrededor de 810, el gobernante eslavo local fue derrotado por las tropas de los gobernantes de la Gran Moravia y el asentamiento en Olomouc-Povel fue destruido.
El obispado de Olomouc fue fundado en 1063. Siglos más tarde, en 1777, fue elevado al rango de arzobispado. El obispado se trasladó de la iglesia de San Pedro (ya destruida) a la iglesia de San Wenceslao en 1141 (la fecha aún se disputa, otras sugerencias son 1131, 1134) bajo el obispo Jindřich Zdík. El palacio del obispo fue construido en estilo arquitectónico románico. El obispado adquirió grandes extensiones de tierra, especialmente en el norte de Moravia, y fue uno de los más ricos de la zona.
Olomouc se convirtió en uno de los asentamientos más importantes de Moravia y sede del gobierno de Přemyslid y uno de los príncipes del apanage. En 1306, el rey Wenceslao III se detuvo aquí de camino a Polonia. Iba a luchar contra Władysław I el Codo alto para reclamar sus derechos a la corona polaca y fue asesinado. Con su muerte, toda la dinastía Přemyslid se extinguió.
La ciudad fue fundada oficialmente a mediados del siglo XIII y se convirtió en uno de los centros comerciales y de poder más importantes de la región. En la Edad Media, fue la ciudad más grande de Moravia y compitió con Brno por el puesto de capital. Olomouc finalmente perdió después de que los suecos tomaron la ciudad y la mantuvieron durante ocho años (1642-1650).
En 1235, los mongoles lanzaron una invasión de Europa. Después de la batalla de Legnica en Polonia, los mongoles llevaron a cabo sus incursiones en Moravia, pero fueron derrotados a la defensiva en la ciudad fortificada de Olomouc. Posteriormente, los mongoles invadieron y derrotaron Hungría.
Al participar en la Reforma Protestante, Moravia se volvió mayoritariamente protestante. Durante la guerra de los Treinta Años, en 1640 Olomouc fue ocupada por los suecos durante ocho años. Dejaron la ciudad en ruinas y, como resultado, perdió su lugar predominante en Moravia, quedando en segundo lugar después de Brno.
En 1740, la ciudad fue capturada y ocupada brevemente por los prusianos. Olomouc fue fortificada por María Teresa durante las guerras con Federico el Grande, quien sitió la ciudad sin éxito durante siete semanas en 1758. En 1848 Olomouc fue el escenario de la abdicación del emperador Fernando. 
En gran parte debido a sus vínculos eclesiásticos con Austria, Salzburgo en particular, la ciudad fue influenciada por la cultura alemana desde la Edad Media. La constitución eclesiástica de la ciudad, las reuniones de la Dieta y el himnario impreso localmente se registraron en checo a mediados de los siglos XVI y XVII. El primer tratado de música en checo se publicó en Olomouc a mediados del siglo XVI. Los cambios políticos y sociales que siguieron a la guerra de los Treinta Años aumentaron la influencia de la cultura cortesana de los Habsburgo y de la lengua austriaca / alemana. La "germanificación" de la ciudad probablemente se debió a la naturaleza cosmopolita de la ciudad; como centro cultural, administrativo y religioso de la región, atrajo a funcionarios, músicos y comerciantes de toda Europa.
Olomouc conservó sus murallas defensivas casi hasta finales del siglo XIX. Esto le parecióía bien al ayuntamiento, porque la demolición de las murallas habría permitido la expansión de la ciudad y habría atraído a más checos de las aldeas vecinas. El ayuntamiento prefería que Olomouc fuera más pequeño y predominantemente alemán. Se produjo una mayor expansión después de la Primera Guerra Mundial y el establecimiento de Checoslovaquia. En 1919 Olomouc anexó dos ciudades vecinas y 11 aldeas circundantes, ganando un nuevo espacio para un crecimiento y desarrollo adicionales.
Surgieron serias tensiones entre los checos étnicos y los alemanes durante ambas guerras mundiales. Durante la Segunda Guerra Mundial, la ciudad estuvo bajo ocupación alemana y la mayoría de los residentes alemanes étnicos de la ciudad se pusieron del lado de los nazis; el ayuntamiento gestionado por los alemanes cambió el nombre de la plaza principal (hasta entonces lleva el nombre del presidente T. G. Masaryk) en honor a Adolf Hitler. La Segunda Guerra Mundial provocó un aumento del antisemitismo y ataques contra los judíos que reflejaban lo que estaba sucediendo en Alemania. En Kristallnacht (10 de noviembre de 1938), la gente del pueblo destruyó la sinagoga. En marzo de 1939, la policía de la ciudad arrestó a 800 hombres judíos y deportó a algunos al campo de concentración de Dachau. Durante 1942-1943, los alemanes étnicos enviaron a los judíos restantes a Theresienstadt y otros campos de concentración alemanes en la Polonia ocupada. Menos de 300 judíos de la ciudad sobrevivieron al Holocausto. Los alemanes también establecieron y operaron una prisión de la Gestapo en la ciudad y un campo de trabajos forzados en el distrito de Chválkovice.
Después de la liberación de Olomouc, los residentes checos recuperaron el nombre original de la plaza del pueblo. Cuando el ejército alemán en retirada pasó por la ciudad en las últimas semanas de la guerra, dispararon contra su reloj astronómico del siglo XV, dejando solo unas pocas piezas intactas (estas se conservan en el museo local). La ciudad fue restaurada como parte de Checoslovaquia, aunque con un régimen comunista instalado por los soviéticos que permaneció en el poder hasta la caída del comunismo en la década de 1980. En la década de 1950, el reloj fue reconstruido bajo la influencia del gobierno soviético; presenta una procesión de proletarios en lugar de santos. Después de la guerra, el gobierno participó en la expulsión del país de los alemanes étnicos, siguiendo el Acuerdo de Potsdam de los líderes aliados, que redefinió las fronteras centroeuropeas, aunque muchas de las familias de estas personas habían vivido durante dos siglos en la región.

## Descripción

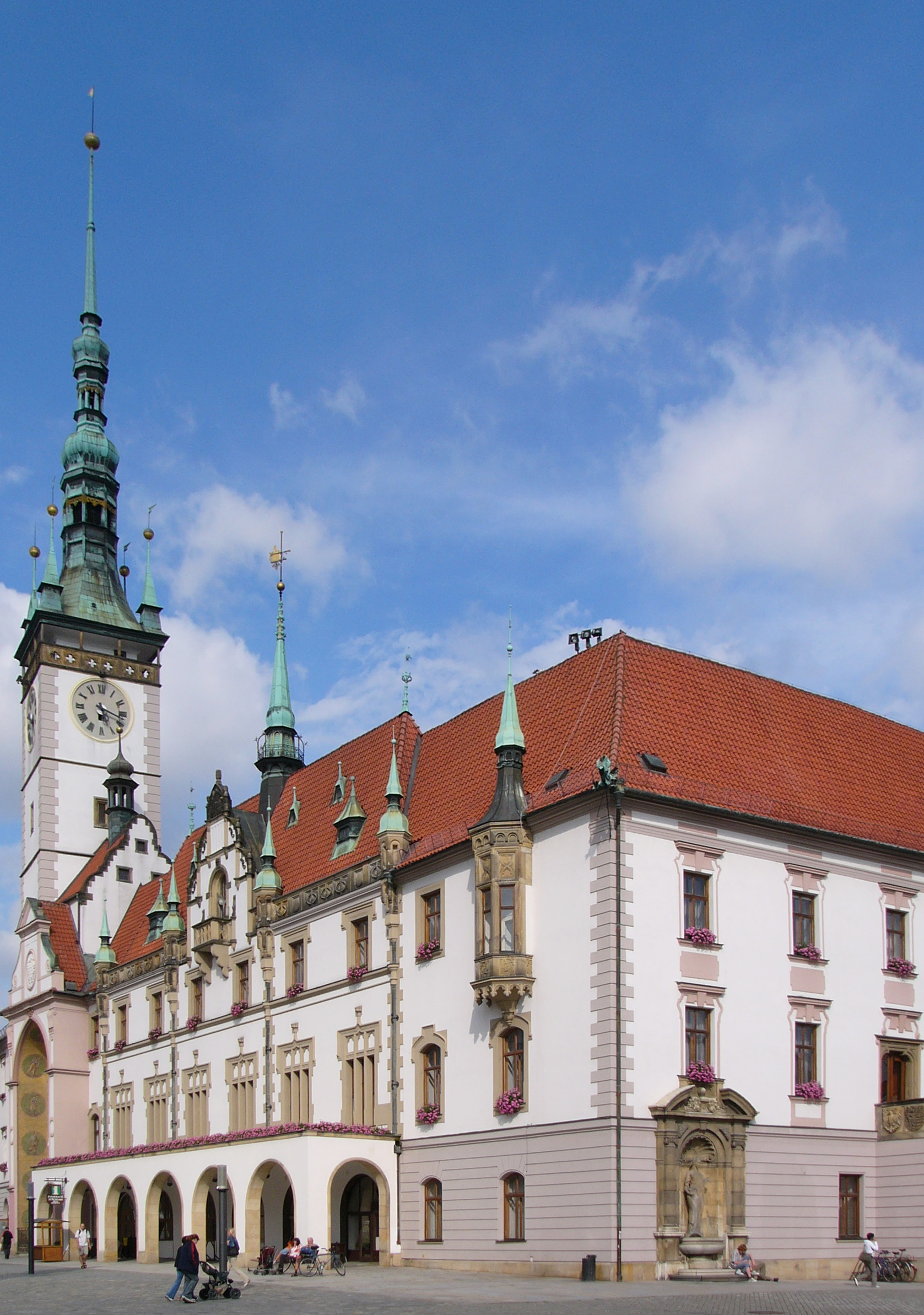
El Ayuntamiento, con su reloj astronómico.

Olomouc posee varias plazas de gran extensión, entre las cuales destaca la que está decorada con la Columna de la Santísima Trinidad, declarada Patrimonio de la Humanidad por la Unesco. Tiene unos 50 m de altura y fue construida entre 1716 y 1754. Durante el año 2019-2020 se ha llevado a cabo la restauración (con una renovación total de materiales) de la torre. También el reloj se ha restaurado con esta ocasión.
La iglesia más importante es la catedral de San Wenceslao, junto a la cual se encuentra el Palacio Episcopal. El principal edificio seglar es el Ayuntamiento, finalizado en el siglo XV, flanqueado por una capilla gótica, que en la actualidad alberga un museo. La torre del Ayuntamiento, de casi 100 m de altura, posee un reloj astronómico, denominado orloj, data del año 1420 y fue rehecho en el 1945. 
La universidad fue fundada en 1573 y suprimida en 1860, pero volvió a abrir en 1946 con el nombre de Universidad Palacký.

## La columna de la Santísima Trinidad
Esta columna es una espléndida obra monumental barroca que fue realizada entre los años 1716 y 1754 según el proyecto del arquitecto Václav Render, que quiso construir una obra maestra que no tuviera comparación. Cuando Václav murió, estaba realizando el primer nivel de la columna, con una capilla interior que se puede visitar y algo de la decoración en relieve de los apóstoles. En 1733, tras la muerte del arquitecto, sus seguidores continuaron con la tarea. Ondřej Zahner (1709-1752) terminó las esculturas de veintiuna estatuas con un tamaño a escala y superior al humano, en un periodo de tres años. El 9 de septiembre de 1754 se inauguró la obra maestra con una solemne ceremonia en la que asistieron María Teresa de Austria y el emperador Francisco I.

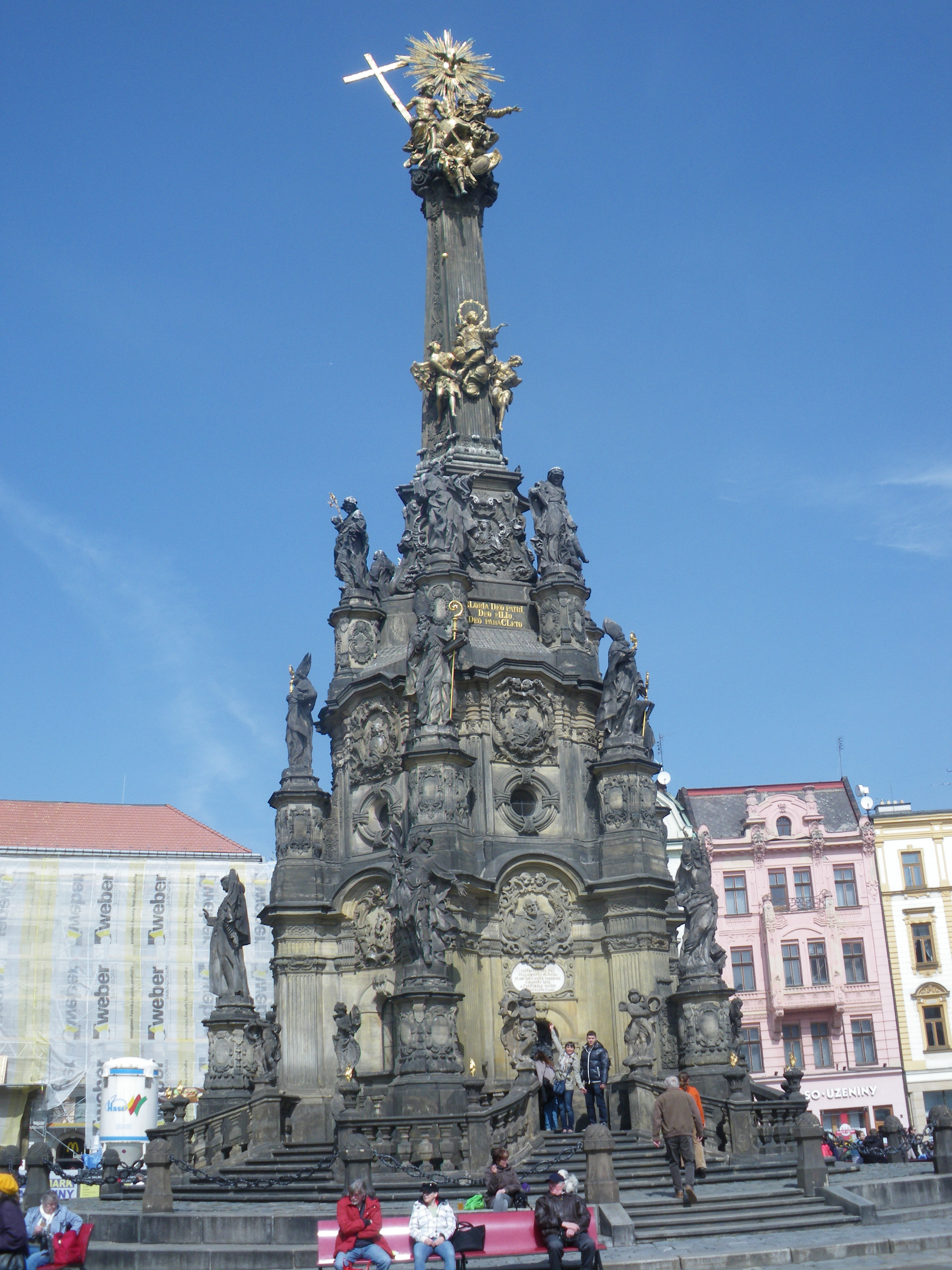
Columna de la Santísima Trinidad de Olomouc.

En la parte superior, dominando el monumento, se encuentra el grupo escultórico de la Santísima Trinidad dorado en su totalidad. Está representado Dios Padre como un anciano, Cristo aparece como un joven llevando una cruz en su mano derecha y el Espíritu Santo se presenta como una paloma que está situada en el centro de un sol radiante. Debajo de la Santísima Trinidad, a sus pies, tenemos al arcángel Miguel blandiendo una espada y sosteniendo un escudo, hecho que representa la lucha de la iglesia por separar la esfera celeste de la esfera terrenal. Más abajo, podemos observar la Asunción que está sostenida por dos ángeles y representa al intermediario entre los dos mundos.
La columna está muy enriquecida con representaciones de las virtudes teologales, de los santos más cercanos a Cristo y a la Virgen María y los locales, de los padres de la iglesia, de los patrones de la nación eslava, que son San Cirilo y San Metodio (dos hermanos misioneros de Tesalónica que predicaron en Crimea y en la Gran Moravia), acompañados por mártires, como San Juan Nepomuceno, el santo del secreto de confesión y el patrón de Bohemia, muy querido por la iglesia local. En 2000, esta columna de la Santísima Trinidad, fue reconocida como "Patrimonio de la humanidad" por la Unesco.

## Personas notables
Karolina Muchová